# 汉斯·阿道夫·布赫达尔
汉斯·阿道夫·布赫达尔（英語：Hans Adolf Buchdahl，1919年7月7日—2010年1月7日）是一位德国犹太裔物理学家，生于德国美因茨，二战前和其兄科学哲学家格尔德·布赫达尔逃往英国，并于1945年获得澳大利亚国籍，1983年恢复德国国籍。